# 川島正太郎
川島 正太郎（かわしま しょうたろう、1990年10月26日 - ）は、船橋競馬場千葉県騎手会所属の騎手である。千葉県出身。身長160cm、体重45.5kg、血液型A型。勝負服の登録服色は⇒海老、白銭形散、海老袖。現千葉県騎手会会長。

## 略歴
「川島軍団」で知られる船橋競馬場の元調教師川島正行の四男として生まれる。同じく船橋競馬場の川島正一調教師は実兄、川島光司厩務員は実弟。
2008年5月5日に騎手デビューし、初騎乗の第3競走は父・川島正行厩舎のブラウンバーデンで3着であったが、2戦目の第5競走で兄・川島正一厩舎のスマートクルーズで初勝利を挙げる。
同年8月18日の水沢競馬場で行われた第13回クラスターカップ(JpnIII)で、プライドキムに騎乗し、デビュー3ヶ月にして（南関東の競馬場以外の）他場初騎乗、重賞初騎乗にして史上最年少のダートグレード競走勝利を挙げた。
父・川島正行を「師匠」と呼んでおり、JRA騎手の三浦皇成とは交流があり、「ライバル関係と言われたい」と語っている。
2014年9月7日までは父である川島正行厩舎に所属していたが、同調教師の逝去に伴い、暫定的に実兄の川島正一厩舎に所属変更となった。10月11日から正式に川島正一厩舎へ所属。
2016年1月18日付けで千葉県騎手会に所属変更。
2020年千葉県騎手会会長に就任。
2024年公式Twitterにて結婚を発表
2025年3月31日、勝負服柄を胴茶・袖白から、海老・白銭形散・海老袖に変更。

## 主な騎乗馬
- プライドキム（2008年クラスターカップ）
- ディープサマー（2008年アフター5スター賞）
- ナイキマドリード（2010年オーバルスプリント、2012年・2013年・2014年・2015年船橋記念、2014年習志野きらっとスプリント）
- ケイアイライジン（2012年報知グランプリカップ）
- トーセンアドミラル（2013年スパーキングサマーカップ、マイルグランプリ、2014年京成盃グランドマイラーズ）
- パワーブローキング（2024年姫山菊花賞）